# Sabattus
Sabattus è un comune degli Stati Uniti d'America, situato nello Stato del Maine, nella Contea di Androscoggin.